# Hadogenes polytrichobothrius
Espèce
Hadogenes polytrichobothrius est une espèce de scorpions de la famille des Hormuridae.

## Distribution
Cette espèce est endémique d'Afrique du Sud. Elle se rencontre au Mpumalanga et au Limpopo dans le Nord des Drakensberg.

## Description
Le mâle holotype mesure 134,02 mm, les mâles mesurent de 130,11 à 149,92 mm et les femelles de 105,66 à 139,82 mm.

## Publication originale
- Prendini, 2006 : New South African Flat Rock Scorpions (Liochelidae: Hadogenes). American Museum Novitates, no 3502, p. 1-32 (texte intégral).